# 에이드리언 영

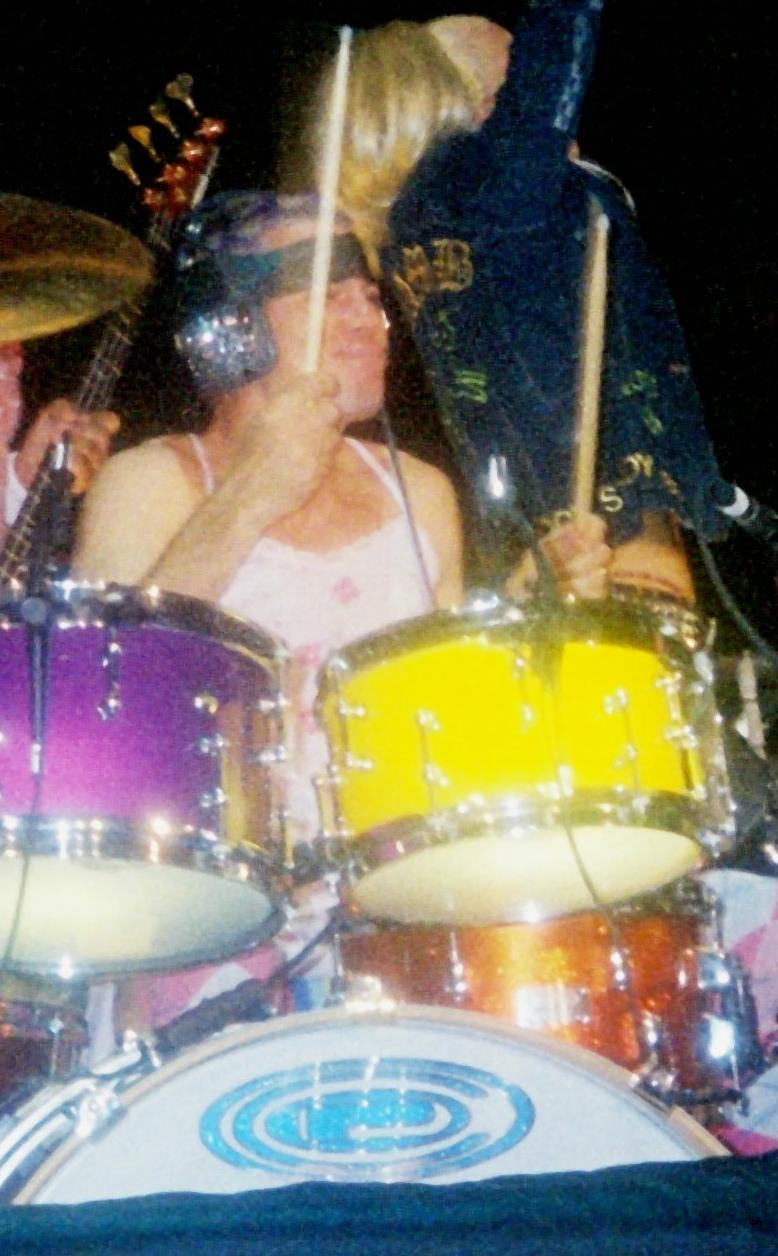

에이드리언 영(Adrian Young)은 미국의 드러머로, 노 다웃의 구성원이다. 그 외에 더 반달스, 바우 와우 와우, 언리튼 로 등에서 활동한 경력이 있으며, 마룬 5의 2009년 투어 백 투 스쿨 투어에도 투어 구성원으로 참여하였다.

## 가족
부인 니나 켄트(Nina Kent)와 결혼한 상태이다. 둘 사이에 2011년 6월 10일에 태어난 딸 Magnolia Renée를 두고 있다.